# Janne Mende
Janne Mende ist eine deutsche Politikwissenschaftlerin. Ihr Schwerpunkt in Forschung und Publikationen sind Menschenrechte und Global Governance.

## Leben
Mende studierte von 2006 bis 2010 Politikwissenschaft, Ethnologie und Psychologie an der Freien Universität Berlin (M.A.) und wurde 2014 mit Unterstützung der Deutschen Forschungsgemeinschaft bei Christoph Menke am International Graduate Centre for the Study of Culture der Justus-Liebig-Universität Gießen mit der Dissertation Kultur und Identität in kollektiven Menschenrechtsforderungen. Aspekte und Ambivalenzen am Beispiel indigener Rechte zum Dr. rer. soc. promoviert. 2018 habilitierte sie sich und erhielt die venia legendi im Fach Politikwissenschaft.  2013/14 lehrte sie im Bereich Globalisation und Internationale Beziehungen an der Universität Kassel. 2014–2017 war sie Postdoc am International Center for Development and Decent Work in Kassel. Sie war  Gastforscherin am WZB – Wissenschaftszentrum für Sozialforschung Berlin, am Forschungszentrum Menschenrechte der Universität Wien, am Centre for the Study of Social and Global Justice der University of Nottingham und am Department of Politics der New School for Social Research in New York. Sie forscht u. a. zu Menschenrechten, moderner Sklaverei und Global Governance. Von  2018 bis 2020 war sie Projektleiterin im von der DFG geförderten Forschungsprojekt “Business Actors beyond Public and Private: Authority, Legitimacy and Responsibility in the United Nations Human Rights Regime” am Institut für Politikwissenschaft der Universität Gießen. Im Wintersemester 2020–2021 vertrat sie die Professur für Transnationales Regieren an der Technischen Universität Darmstadt.
Seit Oktober 2020 ist sie W2-Forschungsgruppenleiterin am Max-Planck-Institut für ausländisches öffentliches Recht und Völkerrecht. Ihre Forschungsgruppe MAGGI („The Multiplication of Authorities in Global Governance Institutions“) untersucht die Autorität staatlicher, zwischenstaatlicher und nichtstaatlicher Global-Governance-Akteure in der Europäischen Union und in den Vereinten Nationen.
Janne Mendes Buch Begründungsmuster weiblicher Genitalverstümmelung von 2011 wurde mehrfach besprochen und zitiert. Rolf Löchel schrieb darüber in literaturkritik.de: „Entscheidend aber ist, dass die Autorin das vermutlich reflektierteste Buch zu seinen beiden Themen, dem Verhältnis von Kulturrelativismus und Universalismus so wie weiblicher Genitalverstümmelung, vorgelegt hat. Ein vergleichbar instruktives Buch hierzu wird sich so schnell nicht finden lassen.“

## Schriften (Auswahl)
Monografien
- Begründungsmuster weiblicher Genitalverstümmelung. Zur Vermittlung von Kulturrelativismus und Universalismus. Transcript, Bielefeld 2011, ISBN 978-3-8376-1911-9. Zweite Auflage 2014
- Kultur als Menschenrecht?. Ambivalenzen kollektiver Rechtsforderungen (= Campus Forschung. Bd. 970). Campus Verlag, Frankfurt am Main u. a. 2015, ISBN 978-3-593-50315-8
  - A Human Right to Culture and Identity. The Ambivalence of Group Rights (= Studies in Social and Global Justice). Rowman & Littlefield, 2016, ISBN 978-1783486786
- Global Governance und Menschenrechte: Konstellationen zwischen Privatheit und Öffentlichkeit. Nomos, Baden-Baden 2020, ISBN 978-3-8487-5715-2
- Der Universalismus der Menschenrechte. UVK-Verlag, München 2021, ISBN 978-3-8252-5557-2

Herausgeberschaft
- Menschenrechte, nichtstaatliche Akteure und Legitimität, Themenschwerpunkt in: Kritische Justiz, Vierteljahresschrift für Recht und Politik, Jg. 49, Nr. 4
- Emanzipation in der politischen Bildung. Theorien – Konzepte – Möglichkeiten, hrsg. m. Stefan Müller  (= Wochenschau Wissenschaft). Wochenschau Verlag, Schwalbach 2009, ISBN 978-3-89974-512-2
- Differenz und Identität. Konstellationen der Kritik, hrsg. m. Stefan Müller. Beltz Verlag, 2016, ISBN 978-3-7799-3413-4

Fachartikel, Buchbeiträge
- Kultur, Volk und Rasse. Die deutsche Ethnologie im Nationalsozialismus und ihre Aufarbeitung. In: Anthropos, Ausgabe 106, 2011/1, S. 529–545.
- Kulturelle Identität und Politik. In: Transkulturelle Politische Theorie. Eine Einführung, hrsg. v. Sybille de la Rosa, Sophia Shubert, Holger Zapf, Springer VS, Wiesbaden 2016, ISBN 978-3-658-05009-2, S. 43–62
- Moderne Sklaverei: Unschärfen eines Begriffs. In: Blätter für deutsche und internationale Politik, 9/2016
- Privatisierung oder Diffusion von Verantwortung? Die Entwicklung wirtschaftlicher Verantwortung für Menschenrechte. In: Politische Vierteljahresschrift, 52/2017, ISBN 978-3-8487-3083-4, S. 409–435
- Einfach komplex? Die gesellschaftliche Vermittlung politikwissenschaftlicher Analysen, zusammen mit Stefan Müller. In: Zeitschrift für Politikwissenschaft, online first 2020. doi:10.1007/s41358-020-00229-0
- At the Junction: Two Models of Business Responsibility for Modern Slavery, zusammen mit Julia Drubel. In: Human Rights Review 21(3)/2020. doi:10.1007/s12142-020-00596-9. Open Access[4]
- Business Authority in Global Governance: Beyond Public and Private. WZB Berlin Social Science Center Discussion Paper SP IV (103)/2020. Open Access[5]
- From Exploration to Explanation. Researching the United Nations and other International Institutions. Max Planck Institute for Comparative Public Law & International Law Research Paper Series 5 (2)/2020. doi:10.2139/ssrn.3526756[6]